# Félix Nataf
Pour les articles homonymes, voir Nataf.
Félix Nataf (1895 à Kairouan - 1983) est un banquier juif tunisien installé au Maroc qui fonde en mars 1951, avec des amis musulmans, juifs et chrétiens l'association Amitiés marocaines, laquelle joue un rôle important dans les tractations, à Paris et à Rabat, précédant l'indépendance du Maroc en 1956.
Il a fait partie, selon les historiens, des libéraux du Maroc, critiquant les inégalités du système colonial dans les colonnes du quotidien Maroc-Presse, malgré les intimidations et attentats de La Main rouge, émanation et paravent du SDECE.

## Décorations
- Ordre du Ouissam alaouite (1968)[3].